# دایره گوانجو
دایره گوانگجو (چینی: 广州圆大厦) یک لندمارک ساختمان است که در گوانگژو، استان گوانگدونگ، کشور چین واقع شده‌است. این ساختمان، اداره مرکزی شرکت Hongda Xingye Group و قرارگاه جدید Guangdong Plastic Exchange (مبادلات پلاستیک گوانگدونگ) می‌باشد. GDPE، بزرگ‌ترین مرکز تجاری جهان در مبادله مواد خام پلاستیکی است که سالانه (از سال ۲۰۱۲) بیش از ۲۵&#x۲۰;میلیارد یورو بازگشت مالی دارد.

## معمار
این ساختمان توسط معمار ایتالیایی یوسف di Pasquale (Joseph di Pasquale) طراحی شده‌است. کل ارتفاع ۱۳۸ متر در ۳۳ طبقه است. ۸۵٫۰۰۰ متر مربع مساحت و حدود ۱&#x۲۰;میلیارد RMB (70 میلیون دلار) سرمایه‌گذاری جهانی دارد.

## طراحی
این ساختمان شبیه به ساختمان مدور دیگری در Shenyang (شنیانگ) است؛ اگر چه، بر خلاف آن، هسته مرکزی، باز است و هیچ شیشه‌ای ندارد. دایره گوانجو بلندترین ساختمان مدور جهان بوده و ویژگی منحصر به فرد آن داشتن سوراخی خالی (به قطر ۴۸ متر) در مرکز دایره مزبور است.
طراح این بنا اظهار داشت که به دنبال نوعی از طراحی بر اساس روانشناسی و ادراک شرقی بوده و سرانجام الهام بخش او، استفاده زبان چینی از نمادهای واژه نگاری (logographic symbols) سینوگرام (sinogram) در نوشتار بود. در واقع این ساختمان نیز به نام «ایده نگاشت شهری» (urban ideogram) خوانده می‌شود.
بسیاری دیگر از معانی که مرتبط با ساختمان بیان می‌شوند، عبارتند از: ارزش پیکره‌ای (iconic value) دیسک‌های جید و معانی رمزی اعداد (numerological) در سنت فنگ‌شویی. به ویژه، دیسک دوتایی از جید (دو-دیسک)، سلطنتی باستان که نمادی از یک سلسله چینی است که در حدود ۲۰۰۰ سال پیش در این منطقه حکومت می‌کرده‌اند. انعکاس بنا در آب رودخانه همان نوع تصویر را ایجاد می‌نماید: یک دوبل جید دو دیسکه.
این رقم همچنین مربوط می‌شود به عدد ۸ و نماد بی‌نهایت که فرهنگ چینی ارزش قوی در تسکین دهندگی (propitiatory) دارد.
ساختمان نیز مرجعی از یک ایده از رنسانس ایتالیایی (Italian Renaissance); به عنوان «تربیع دایره» (quadratura del cerchio) است. دو نمای دایره‌ای شکل، شامل گروه‌هایی از طبقات معلق می‌باشد که «تربیع» محیط کامل نمادها را به منظور ایجاد فضای داخلی متعامد و قابل سکونت، حمایت می‌کند.
مناطق عمومی ساختمان هنوز بازگشایی نشده‌اند، اگر چه، پلازا که در جلوی بنا قرار دارد، باز است. نزدیکترین ایستگاه مترو به دایره گوانجو، مترو Xilang است.
در سال ۲۰۱۴ سی ان ان این ساختمان را در لیست یکی از ۱۰ جالب‌ترین ساختمان‌ها در سراسر جهان قرار داد.